# The Child of Destiny
The Child of Destiny er en amerikansk stumfilm fra 1916 af William Nigh.

## Medvirkende
- Irene Fenwick som Alita.
- Madama Ganna Walska som Constance.
- Robert Elliott som Bob Stange.
- Roy Applegate som Gates.
- Roy Clair som Weird Willie.